# Каменна-Поруба
Каменна-Поруба (словац. Kamenná Poruba) — село и одноимённая община в округе Бардеёв Прешовского края Словакии.

## История
В селе есть греко-католическая церковь сошествия Святого Духа с 1784 году в стиле барокко-классицизма, перестроенный в 2000-2013 годах, с 1963 года ставшая национальной культурной достопримечательностью. Приход существует с XVII века, метрические книги ведут с 1726 года. В селе есть также римско-католический костел с 1990 года, однако историки считают, что деревянный костел существовал уже в XV-XVI веке.

## Население
| Год:                | 1994 | 2004     | 2014     | 2024     |
| ------------------- | ---- | -------- | -------- | -------- |
| Количество человек: | 969  | 1160     | 1332     | 1727     |
| Разница:            |      | +19,71 % | +14,82 % | +29,65 % |

Национальный состав населения (по данным последней переписи населения 2001 года):
- словаки — 87,10 %
- цыгане — 11,10 %
- чехи — 0,28 %
- моравцы — 0,09 %

Состав населения по принадлежности к религии состоянию на 2001 год:
- греко-католики — 55,03 %
- римо-католики — 40,42 %
- протестанты — 0,95 %
- православные — 0,66 %
- гуситы — 0,09 %
- не считают себя верующими или не принадлежат к одной вышеупомянутой конфессии — 2,75 %